# Asby landskommun
Asby landskommun var en tidigare kommun i Östergötlands län.

## Administrativ historik
När 1862 års kommunalförordningar trädde i kraft inrättades i Sverige cirka 2 500 kommuner. Huvuddelen av dessa var landskommuner (baserade på den äldre sockenindelningen), vartill kom 89 städer och åtta köpingar. Då inrättades i Asby socken i Ydre härad i Östergötland denna kommun. 
Vid kommunreformen 1952 uppgick denna  i Ydre landskommun som 1971 ombildades till Ydre kommun.